# Міхаель Кюне
Міхаель Кюне (нім. Michael Kühne, 1 січня 1971) — німецький стрибун у воду.
Учасник Олімпійських Ігор 1992, 1996 років. Срібний медаліст Чемпіонату світу з водних видів спорту 1998 року в синхронних стрибках з десятиметрової вишки.